# Навроцкий, Кароль
Ка́роль Таде́уш Навро́цкий (пол. Karol Tadeusz Nawrocki; род. 3 марта 1983, Гданьск) — польский общественный и политический деятель и деятель местного самоуправления, историк. Беспартийный кандидат, поддерживаемый партией «Право и справедливость», на выборах 2025 года одержал победу над своим противником Рафалом Тшасковским. Президент Республики Польша с 6 августа 2025 года.
В 2013—2017 годах — Начальник Бюро общественного образования Института национальной памяти в Гданьске, в 2011—2017 годах — председатель Седлецкого районного совета в Гданьске, в 2017—2021 годах — директор Гданьского музея Второй мировой войны, с 2021 года — заместитель президента, а после президент Института национальной памяти.
Первый историк в Республике Польша, предпринявший исследование организованной преступности в Польской Народной Республике в 1980-х годах. Председатель Коалиции памяти о солдатах антикоммунистического подполья в Гданьске. В феврале 2024 года был объявлен в розыск МВД России в связи с уголовными обвинениями, возбуждёнными за деятельность, связанную со сносом памятников Красной Армии на территории Республики Польша.

## Биография
Родился 3 марта 1983 года в Гданьске.
До 1998 года учился в начальной школе № 58 в Гданьске, затем поступил в 4-ю общеобразовательную среднюю школу, где в 2002 году сдал экзамен на аттестат зрелости. В 2003 году окончил Высшую школу бизнеса и администрации в Гданьске со званием специалиста по управлению персоналом. В 2003 году начал обучение в институте истории Гданьского университета, где в 2008 году получил степень магистра. В 2013 году в Гданьском университете на основе диссертации на тему Социальное сопротивление коммунистическому правительству в Эльблонгском воеводстве в 1976—1989 годах получил степень доктора гуманитарных наук. В 2023 году в Гданьском политехническом университете он окончил международную программу MBA по стратегии, управлению программами и проектами.
С января 2009 по 2017 год работал в Институте национальной памяти, а также в 2011—2017 годах был председателем районного совета Гданьск-Седльце. В 2017—2021 годах был директором Музея Второй мировой войны в Гданьске, а в июне 2021 года вернулся в Институт национальной памяти в качестве вице-президента. 27 апреля 2021 года Коллегия Института национальной памяти рекомендовала его на должность президента Института национальной памяти. 28 мая 2021 года Сейм избрал его президентом Института национальной памяти, а 23 июля 2021 года Сенат дал согласие на его кандидатуру. В тот же день Кароль Навроцкий принес присягу перед Сеймом, вступив в должность президента Института национальной памяти, и в то же время перестал быть директором Музея Второй мировой войны в Гданьске.
24 ноября 2024 года он был объявлен и поддержан партией Право и справедливость независимым кандидатом на пост президента Республики Польша.

## Президентство
В первом туре голосования 18 мая занял второе место (29,54 %), проиграв Рафалу Тшасковскому (31,36 %). Во втором туре 1 июня одержал победу, получив 50,89 % голосов избирателей, против 49,11 % у Тшасковского.
6 августа 2025 года состоялась торжественная публичная присяга Кароля Навроцкого, после принесения которой он официально вступил в должность президента, сменив на этом посту Анджея Дуду.

## Взгляды
Навроцкий обещал не увеличивать пенсионный возраст (сейчас он в Польше составляет 60 лет для женщин и 65 лет для мужчин), содействовать привлечению инвестиций в экономику, в частности в развитие железнодорожной инфраструктуры, увеличить финансирование здравоохранения и строительства социального жилья. Он выступает против идеи преобразования ЕС в федеративное государство, подчёркивая необходимость сохранения польской национальной идентичности в рамках ЕС. 22 мая 2025 года он подписал декларацию, подготовленную занявшим третье место в первом туре президентских выборов лидером партии «Новая надежда» Славомиром Ментценом, которая содержала в себе обещания не повышать налоги, не вводить в Польше евро, не передавать ЕС никаких полномочий польского правительства и не исполнять возможных новых законов ЕС, ослабляющих роль Польши и лишающих ее права вето. Также этот документ предусматривает отказ от отправки польских войск на Украину и противодействие вступлению Украины в НАТО. Навроцкий заявлял, что не поддержит вступление Украины в НАТО и ЕС до тех пор, пока она не примет на себя ответственность за геноцид поляков на Волыни. Он считает, что проживающие в Польше украинцы не должны пользоваться равным с поляками доступом к социальной поддержке. Навроцкий также поддерживает требование к Германии о выплате Польше репараций за Вторую мировую войну (около $1,6 трлн).

## Научная и выставочная деятельность
Член Совета по исторической дипломатии при Министре иностранных дел Республики Польша. Выпускник проекта Государственного департамента США Международной программы лидерства — International Visitor Leadership Program (IVLP). Автор и соавтор нескольких книг и нескольких десятков научных и научно-популярных статей по истории антикоммунистической оппозиции, истории спорта и организованной преступности в Польской Народной Республике. Эксперт гданьской исторической программы TVP3 «В свете истины» и «Война и память». Человек, занимающийся сохранением исторической памяти в общественном пространстве Померании. В 2013 году был, наряду с Ассоциацией болельщиков Лехии Гданьск и Поморским округом Всемирной ассоциации солдат Армии Крайовой, одним из главных инициаторов и соорганизаторов создания в Гданьске — Аллеи отверженных солдат. В 2015 году он привел к присвоению одной из главных улиц бывшей Гданьской верфи имени Бл. кс. Ежи Попелушко и был членом Комитета по строительству памятника Дануте Седзикувне «Инка», который был открыт в Гданьске 30 августа того же года. В 2016 году в качестве полномочного представителя президента Института национальной памяти участвовал в организации похорон Дануты Седзикувны «Инки» и Феликса Сельмановича «Загоньчыка». В 2018 году он был сопредседателем Общественного комитета, который установил памятник Отверженным солдатам в Гданьске, а 4 августа 2018 года вместе с участниками боевых действий он открыл этот памятник. В 2019 году был уполномоченным представителем Министра культуры и национального наследия по организации мероприятий к 80-летию начала Второй мировой войны. В 2019 году совместно с Министерством иностранных дел инициировал и координировал реализацию международного выставочного проекта «Борьба и страдания» «Fighting and Suffering», представившего историю Польши и поляков во время Второй мировой войны более чем в 160 местах по всему миру.
В феврале 2024 года в России в отношении Навроцкого было возбуждено уголовное дело об уничтожении и повреждении памятников советским воинам на территории Польши.

## Спортивные занятия
В подростковом возрасте играл за футбольные команды Ex Siedlce и KKS Gedania (1997—2000); представлял боксерскую команду RKS Stoczniowiec (2000—2004).

В 2004 году в цветах RKS Stoczniowiec он занял первое место в турнире по боксу на кубок Польши среди юниоров в весе 91 кг.

Игрок и капитан футбольной команды Ex Siedlce Gdańsk.

В 2010 году основал секции спортивных единоборств Ex Siedlce Gdańsk.

## Награды и отличия
- Серебряный Крест Заслуги (2021) за заслуги в документальном увековечении правды об истории и истории Польши;
- Бронзовый Крест Заслуги (2016) за заслуги в документировании и увековечивании правды об истории Польши;
- Медаль 100-летия восстановления независимости (2019);
- Медаль «Помни, Польша, о своих сыновьях», Объединение Катынская Семья (2016);
- Медаль «За заслуги перед поляками в Казахстане» (2018), вручённая Центром польской культуры «Вязь» в г. Алматы;
- Медаль «Побеждай зло добром» (2016)
- Медаль «Pro Patria» за особые заслуги в культивировании памяти о борьбе за независимость Республики Польша (2018);
- Почетный знак Федерации бойцовской молодежи (2015);
- Кольцо «Инки» (вручено митрополитом архиепископом Гданьским Славоем Лешеком Глудзем) за патриотическое отношение и пропаганду памяти о «Отверженных солдатах» (2016);
- Знак Всемирной ассоциации солдат Армии Крайовой «За заслуги перед Армией Крайовой» (2018);
- Серебряный знак «За заслуги в уголовно-исполнительной работе»;
- Личность года 2017 в Гданьске в категории культура.

Публикации
В своих достижениях Кароль Навроцкий имеет несколько книжных публикаций и несколько десятков научных и научно-популярных статей, в том числе:
- Кароль Навроцкий. Очерк истории НСП «Солидарность» в Эльблонгском районе (1980—1989).
- Кароль Навроцкий. Вокруг Эльблонга «Солидарность»: документы.
- Мариуш Кордек, Кароль Навроцкий. «Лехия» — «Ювентус»: больше, чем матч.
- Кароль Навроцкий. Дело Квидзына 1982 года: интернирование, избиение, суд.
- Кароль Навроцкий. Тематическое исследование: социальное сопротивление коммунистическому правительству в Эльблонгском воеводстве (1976—1989).
- Петр Хомицки, Кароль Навроцкий, Веслав Вика. Очерки истории поморского футбола (1903—2015).
- Кароль Навроцкий, Вонсович Й. (ред.). Великая Лехия моей мечты: в память о Тадеуше Дуффеке «Дуф» (1968—2005) к 10-летию со дня его смерти.
- Кароль Навроцкий (редактор). Карта террора: следы коммунистических преступлений в Гданьской области (1945—1956).
- Кароль Навроцкий, Вицэнты Д. (редактор). Грязные сообщества: организованная преступность в Польской Народной Республике в 1970-х и 1980-х годах.
- Кароль Навроцкий. История Квидзына (1975—1990). «Квидзын. История города». Т. 2.